# Susan Kauzlarich
Pour les articles homonymes, voir Kauzlarich.
Susan M. Kauzlarich est une chimiste américaine, professeure distinguée de chimie à l'Université de Californie à Davis (UC Davis). À l'UC Davis, Kauzlarich dirige un groupe de recherche axé sur la synthèse et la caractérisation des phases de Zintl (en) et des nanoclusters (en) avec des applications dans les domaines des matériaux thermoélectriques,,, de l'imagerie par résonance magnétique, du stockage de l'énergie, de l'opto-électronique et de l'administration de médicaments (en). Kauzlarich a publié plus de 250 publications évaluées par des pairs et a obtenu plusieurs brevets. En 2009, Kauzlarich a reçu le Prix présidentiel annuel pour l'excellence en mentorat de sciences, mathématiques et ingénierie (en), qui est administré par la Fondation nationale pour la science pour reconnaître les membres du corps professoral qui augmentent l'adhésion des minorités, des femmes et des étudiants handicapés dans les domaines des sciences et de l'ingénierie.

## Éducation, carrière et service
Kauzlarich a obtenu un baccalauréat ès sciences en chimie du Collège de William et Mary en 1980,. Bien qu'elle prévoyait à l'origine de devenir professeure de chimie au secondaire, ses mentors universitaires l'ont encouragée à poursuivre des études supérieures en chimie. Elle a fait ses études supérieures auprès de Bruce A. Averill à l'Université d'État du Michigan, où elle a obtenu un doctorat en chimie en 1985. Au cours de ses études supérieures, Kauzlarich a principalement travaillé sur la synthèse, le développement et l'étude de matériaux conducteurs de faible dimension dérivés du matériau en couches FeOCl,. Ses méthodes de caractérisation de ces nouveaux matériaux comprenaient la spectrométrie d'absorption des rayons X et la diffraction de neutrons. De 1985 à 1987, Kauzlarich était chercheuse postdoctorale auprès de John Corbett (en) à l'Université d'État de l'Iowa où elle a étudié les caractéristiques de synthèse et de liaison des nouveaux prorogés condensés composés de chaînes métalliques construits sur [R 6 6I 12 Z] (R = Ln, Y, Sc; Z=B,C,N,C 2 ).
Kauzlarich a rejoint le département de chimie de l'Université de Californie à Davis en 1987. Elle a été promue professeure agrégée en 1992, promue professeure titulaire en 1996 et en 2014, professeure distinguée. Elle a été boursière émérite Maria Goeppert Mayer au Laboratoire national d'Argonne de 1997 à 1998, assistante de faculté auprès du doyen des sciences mathématiques et physiques de 2010 à 2013 et présidente du département de chimie de 2013 à 2016.
Kauzlarich est rédactrice en chef adjointe de la revue Chemistry of Materials depuis 2006. Elle est membre du comité consultatif de rédaction du manuel Physics and Chemistry of the Rare Earths depuis 2002. Elle a été rédactrice en chef adjointe du Journal of Solid State Chemistry de 2000 à 2005 et membre du comité consultatif de révision de la Research Corporation for Science Advancement (en) de 2004 à 2010,. Kauzlarich est l'éditeur du livre "Chemistry, structure, and bonding of Zintl phases and ions",.
Kauzlarich est une défenseure de la diversité dans la communauté de la chimie et est bien connue pour son engagement personnel envers le mentorat. Tout au long de sa carrière, elle a construit et continue de soutenir un bassin de femmes et d'étudiants sous-représentés dans le domaine de la chimie, du secondaire aux études supérieures. Au cours de sa carrière, les stratégies de mentorat de Kauzlarich se sont élargies pour aider à soutenir un changement de culture dans sa communauté à travers des discussions, des ateliers et le développement de nouvelles initiatives,. L'une de ses initiatives a été le développement de l'American Chemical Society Summer Educational Experience pour le programme du programme économiquement défavorisé (SEED) qu'elle a créé à UC Davis en 1988. Pour son mentorat d'étudiants, Kauzlarich a été récompensée par Barack Obama avec le Prix présidentiel annuel pour l'excellence en mentorat de sciences, mathématiques et ingénierie (en) 2009 ,. À UC Davis, elle est membre du comité du Center for the Advancement of Multicultural Perspectives on Science, qui fait partie de l'initiative UC Davis "ADVANCE". Elle est également un membre actif des comités directeurs de l'UC Davis, notamment le Women's Research and Resource Center et Women in Science and Engineering.

## Recherche et publications notables
Les recherches de Kauzlarich portent sur la synthèse et la caractérisation de nouveaux matériaux à l'état solide. Certaines des publications de Kauzlarich au cours de sa carrière de chercheur indépendant sont énumérées ci-dessous :
- Hu, Chen, Cao et Makhmudov, « Tuning Magnetism of [MnSb4]9– Cluster in Yb14MnSb11 through Chemical Substitutions on Yb Sites: Appearance and Disappearance of Spin Reorientation », Journal of the American Chemical Society, vol. 138, no 38,‎ 28 septembre 2016, p. 12422–12431 (ISSN 0002-7863, PMID 27556742, DOI 10.1021/jacs.6b05636)
- Kazem, Zaikina, Ohno et Snyder, « Coinage-Metal-Stuffed Eu9Cd4Sb9: Metallic Compounds with Anomalous Low Thermal Conductivities », Chemistry of Materials, vol. 27, no 21,‎ 10 novembre 2015, p. 7508–7519 (ISSN 0897-4756, DOI 10.1021/acs.chemmater.5b03808, lire en ligne)
- (en) Fleurial, G. Snyder, Kauzlarich et Uhl, « Glass-like lattice thermal conductivity and high thermoelectric efficiency in Yb 9 Mn 4.2 Sb 9 », Journal of Materials Chemistry A, vol. 2, no 1,‎ 2014, p. 215–220 (DOI 10.1039/C3TA14021K, lire en ligne)
- Cox, Toberer, Levchenko et Brown, « Structure, Heat Capacity, and High-Temperature Thermal Properties of Yb14Mn1−xAlxSb11 », Chemistry of Materials, vol. 21, no 7,‎ 14 avril 2009, p. 1354–1360 (ISSN 0897-4756, DOI 10.1021/cm803252r, lire en ligne)
- Goforth, Klavins, Fettinger et Kauzlarich, « Magnetic Properties and Negative Colossal Magnetoresistance of the Rare Earth Zintl phase EuIn2As2 », Inorganic Chemistry, vol. 47, no 23,‎ 1er décembre 2008, p. 11048–11056 (ISSN 0020-1669, PMID 18959371, DOI 10.1021/ic801290u)
- (en) Toberer, Cox, Brown et Ikeda, « Traversing the Metal-Insulator Transition in a Zintl Phase: Rational Enhancement of Thermoelectric Efficiency in Yb14Mn1−xAlxSb11 », Advanced Functional Materials, vol. 18, no 18,‎ 2008, p. 2795–2800 (ISSN 1616-3028, DOI 10.1002/adfm.200800298)
- Brown, Toberer, Ikeda et Cox, « Improved Thermoelectric Performance in Yb14Mn1−xZnxSb11 by the Reduction of Spin-Disorder Scattering », Chemistry of Materials, vol. 20, no 10,‎ 1er mai 2008, p. 3412–3419 (ISSN 0897-4756, DOI 10.1021/cm703616q)
- Toberer, Brown, Ikeda et Kauzlarich, « High thermoelectric efficiency in lanthanum doped Yb14MnSb11 », Applied Physics Letters, vol. 93, no 6,‎ 11 août 2008, p. 062110 (ISSN 0003-6951, DOI 10.1063/1.2970089, lire en ligne)
- Brown, Kauzlarich, Gascoin et Snyder, « Yb14MnSb11: New High Efficiency Thermoelectric Material for Power Generation », Chemistry of Materials, vol. 18, no 7,‎ 1er avril 2006, p. 1873–1877 (ISSN 0897-4756, DOI 10.1021/cm060261t)
- (en) Kauzlarich, Brown et Jeffrey Snyder, « Zintl phases for thermoelectric devices », Dalton Transactions, no 21,‎ 2007, p. 2099–107 (ISSN 1477-9226, PMID 17514328, DOI 10.1039/b702266b, lire en ligne)
- Chan, Olmstead, Kauzlarich et Webb, « Structure and Ferromagnetism of the Rare-Earth Zintl Compounds: Yb14MnSb11 and Yb14MnBi11 », Chemistry of Materials, vol. 10, no 11,‎ 1er novembre 1998, p. 3583–3588 (ISSN 0897-4756, DOI 10.1021/cm980358i)

Kauzlarich est également une experte mondiale de la préparation de nanoclusters colloïdaux et plus particulièrement de la préparation de dérivés difficiles d'accès du groupe IV. Ces matériaux sont prometteurs dans les domaines de la biomédecine aux côtés, surtout, des dispositifs de nouvelle génération dotés de nouvelles propriétés optiques et de transport. Voici quelques-unes des publications de son équipe de recherche dans ce domaine de recherche à ce jour :
- Bernard, Zhang, Larson et Tabatabaei, « Solvent Effects on Growth, Crystallinity, and Surface Bonding of Ge Nanoparticles », Inorganic Chemistry, vol. 57, no 9,‎ 7 mai 2018, p. 5299–5306 (ISSN 0020-1669, PMID 29671319, DOI 10.1021/acs.inorgchem.8b00334)
- Tabatabaei, Lu, Nolan et Cen, « Bismuth Doping of Germanium Nanocrystals through Colloidal Chemistry », Chemistry of Materials, vol. 29, no 17,‎ 12 septembre 2017, p. 7353–7363 (ISSN 0897-4756, DOI 10.1021/acs.chemmater.7b02241)
- Nolan, Chan, Zhang et Muthuswamy, « Sacrificial Silver Nanoparticles: Reducing GeI2 To Form Hollow Germanium Nanoparticles by Electroless Deposition », ACS Nano, vol. 10, no 5,‎ 24 mai 2016, p. 5391–5397 (ISSN 1936-0851, PMID 27096547, DOI 10.1021/acsnano.6b01604)
- (en) Zuilhof, Kauzlarich, Veinot et Fink, « Cytotoxicity of surface-functionalized silicon and germanium nanoparticles: the dominant role of surface charges », Nanoscale, vol. 5, no 11,‎ 16 mai 2013, p. 4870–4883 (ISSN 2040-3372, PMID 23619571, PMCID 3667208, DOI 10.1039/C3NR34266B)
- Muthuswamy, Iskandar, Amador et Kauzlarich, « Facile Synthesis of Germanium Nanoparticles with Size Control: Microwave versus Conventional Heating », Chemistry of Materials, vol. 25, no 8,‎ 23 avril 2013, p. 1416–1422 (ISSN 0897-4756, DOI 10.1021/cm302229b)
- Atkins, Cassidy, Lee et Ganguly, « Synthesis of Long T1 Silicon Nanoparticles for Hyperpolarized 29Si Magnetic Resonance Imaging », ACS Nano, vol. 7, no 2,‎ 26 février 2013, p. 1609–1617 (ISSN 1936-0851, PMID 23350651, PMCID 3612549, DOI 10.1021/nn305462y)
- Tu, Ma, House et Kauzlarich, « PET Imaging and Biodistribution of Silicon Quantum Dots in Mice », ACS Medicinal Chemistry Letters, vol. 2, no 4,‎ 14 avril 2011, p. 285–288 (PMID 21546997, PMCID 3086380, DOI 10.1021/ml1002844)
- Tu, Ma, Pantazis et Kauzlarich, « Paramagnetic, Silicon Quantum Dots for Magnetic Resonance and Two-Photon Imaging of Macrophages », Journal of the American Chemical Society, vol. 132, no 6,‎ 17 février 2010, p. 2016–2023 (ISSN 0002-7863, PMID 20092250, PMCID 2836323, DOI 10.1021/ja909303g)
- (en) Zou, Baldwin, Pettigrew et Kauzlarich, « Solution Synthesis of Ultrastable Luminescent Siloxane-Coated Silicon Nanoparticles », Nano Letters, vol. 4, no 7,‎ 2004, p. 1181–1186 (ISSN 1530-6984, DOI 10.1021/nl0497373)
- (en) Yang, Bley, Kauzlarich et Lee, « Synthesis of Alkyl-Terminated Silicon Nanoclusters by a Solution Route », Journal of the American Chemical Society, vol. 121, no 22,‎ 1999, p. 5191–5195 (ISSN 0002-7863, DOI 10.1021/ja9828509)

## Récompenses
Kauzlarich a reçu de nombreux prix dont  :
- Présidente élue de la section de chimie de l'Association américaine pour l'avancement des sciences (AAAS) (2017) [21]
- Prix d'excellence du chancelier UC Davis pour le mentorat en recherche de premier cycle (2017) [22]
- Professeure émérite, UC Davis (2014)
- Médaille Garvan-Olin (2013) [16],[23]
- Conférence Geoffrey Coates, Université du Wyoming (2013) [1]
- Membre, American Chemical Society (2011) [24]
- Conférence Patrick, État du Kansas (2011) [1]
- Femmes distinguées de l'IUPAC en chimie/génie chimique (2011) [25]
- Iota Sigma Pi, membre honoraire national (2011) [26]
- Fellow, American Association for the Advancement of Science (2009) [9]
- Prix présidentiel annuel pour l'excellence en mentorat de sciences, mathématiques et ingénierie (en) (2009)[7],[18],[27]
- NASA Tech Brief Award NPO 42627 : Haute efficacité de Yb14MnSb11 pour la production d'énergie thermoélectrique (2006) [26]
- UC Davis Distinguished Graduate Mentoring Award (2005) [28]
- Prix du mentor exceptionnel du Consortium UCD pour les femmes et la recherche (2001-2002) [29]
- Prix Maria Goeppert Mayer Distinguished Scholar Award, Argonne National Laboratory (1997) [27],[28]